# Камень Солнца
Камень Солнца (исп. Piedra del Sol), также ошибочно называемый ацтекским календарём, — монолитный базальтовый диск с символическим изображением ацтекской космогонии и солнечного культа.
Монумент имеет 3,60 м в диаметре и 1,22 м в толщину и весит 24 тонны, в настоящее время находится в экспозиции Национального музея антропологии, Мехико.
Вероятно, представляет собой ритуальный сосуд куаушикалли или алтарь для жертвоприношений темалакатль, изготовление которого не было закончено из-за глубокого разлома. Однако, несмотря на это, камень, скорее всего, использовался во время церемонии тлакашипеуалистли.
C другой стороны, на языке науатль камень назывался «Оллин Тонатиу» («движение Тонатиу» или «обращение Солнца»), что свидетельствует о геоцентрических взглядах ацтеков, характерных для космологических систем древних народов. Также содержит пиктографическое изображение ацтекских представлений о времени.

## История
Камень Солнца — один из старейших памятников ацтекской культуры, датируемый примерно 1479 годом. Он находился в одном из храмов Темпло Майор и до обнаружения в 2006 году монолита Тлальтекутли, Камень Солнца считался крупнейшим из найденных в Темпло Майор.
После завоевания Мексики испанцами камень оказался погребен под землей, где и оставался сокрытым до 17 декабря 1790 года, когда был найден на площади Сокало в центре Мехико, в тот же год и почти в том же месте, что и статуя Коатликуэ. Первым исследователем камня был учёный Антонио де Леон-и-Гама, называемый отцом мексиканской археологии. В настоящее время камень занимает почетное место в ацтекском зале Национального музея антропологии, его изображение стало одним из символов ацтекской культуры и известно во всем мире.

## Описание и объяснение
На диске в краткой символической форме представлена ацтекская космология. По воззрениям ацтеков, до нашей вселенной существовали и погибли ещё четыре вселенные. В настоящее время мы живем в пятой эре (Четыре Землетрясение), верховным солнцем которой является бог Тонатиу. В его честь следует регулярно приносить человеческие жертвы, дабы не допустить гибели мира.

### Центральный диск

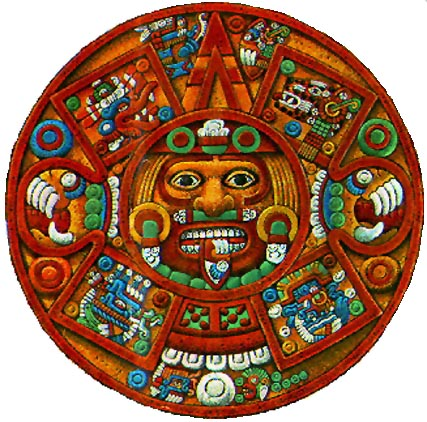
Центральный диск: лицо, четыре эры и стороны света

В центре диска находится лицо солнечного бога Тонатиу с двумя руками-лапами в браслетах, с глазами и бровями, так как ничто не может скрыться от его взгляда. В каждой руке он держит человеческое сердце, его язык изображен в виде кремнёвого ножа, что символизирует необходимость жертвоприношений для непрерывности движения солнца.

#### Четыре эры
Четыре квадрата, окружающие божество, олицетворяют четыре солнца — четыре эры, предшествовавшие теперешнему Пятому солнцу.
- В верхнем правом квадрате изображена первая эра Четыре Ягуар, которая закончилась истреблением людей чудовищными ягуарами, появившимся из недр земли. Представляет стихию земли.
- Слева находится эра Четыре Ветер, в конце которой налетели ураганы, а люди превратились в обезьян. Представляет стихию воздуха.
- Под ней изображена эра Четыре Дождь, которая погибла в огненном дожде. Представляет стихию огня.
- В нижнем правом квадрате находится эра Четыре Вода, закончившаяся тем, что мир был затоплен и люди превратились в рыб. Представляет стихию воды.

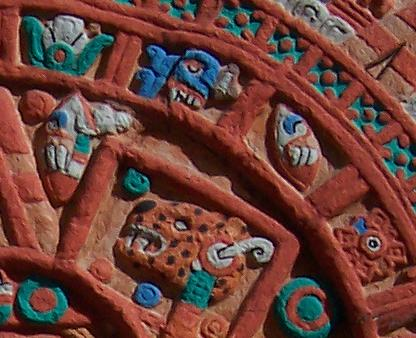
Знаки Оллин, Текпатль, Киауитль и Шочитль (против часовой стрелки)

#### Стороны света
Кроме того, на центральном диске между эрами изображены знаки сторон света: север со знаком Один Кремень; юг со знаком Один Дождь; восток с царским венцом и запад со знаком Семь Обезьяна. Указывающий на восток — место рождения солнца — венец и знак кремня символизируют верховную власть Теночтитлана и дату рождения Уицилопочтли, бога-покровителя ацтеков.

### Первое кольцо
Следующее кольцо представляет символическое изображение ацтекского календаря, состоявшего из двух параллельных: священного и гражданского. Против часовой стрелки расположены пиктограммы двадцати дней священного календаря. Эти двадцать дней в комбинации с тринадцатью числами формировали ритуальный 260-дневный год (тональпоуалли). Также добавлены пять точек, обозначающие пять дополнительных дней по гражданскому календарю (шиупоуалли), который состоял из 18 периодов по 20 дней. Таким образом, в итоге получается 365-дневный гражданский год.

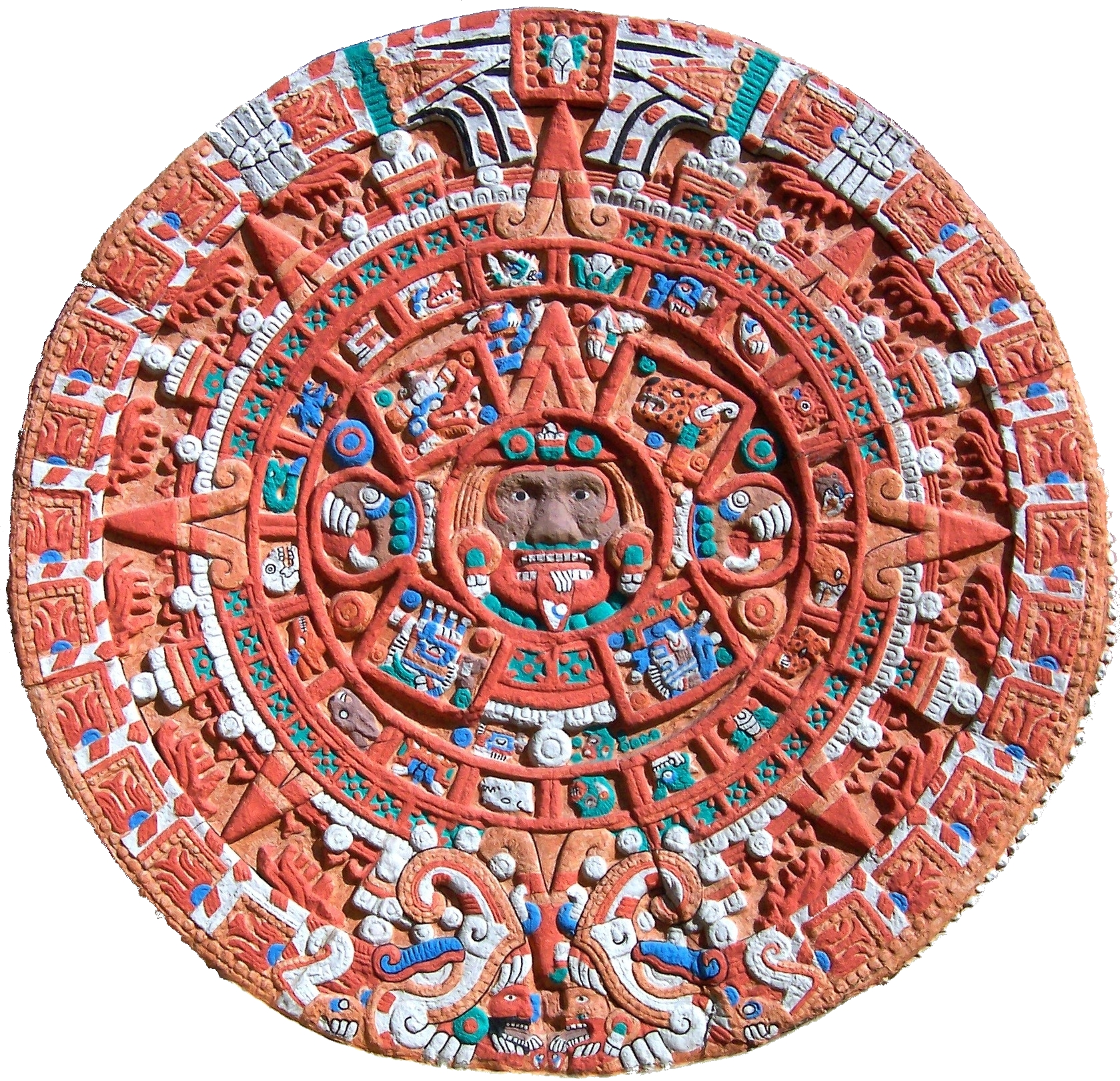
Реплика камня

Названия дней (против часовой стрелки):
- Сипактли — Крокодил
- Ээкатль — Ветер
- Калли — Дом
- Куэцпаллин — Ящерица
- Коатль — Змея
- Микистли — Череп (Смерть)
- Масатль — Олень
- Точтли — Кролик
- Атль — Вода
- Ицкинтли — Собака
- Осоматли — Обезьяна
- Малиналли — Трава
- Акатль — Тростник
- Оцелотль — Ягуар (Оцелот)
- Куаутли — Орел
- Коскакуаутли — Стервятник
- Оллин — Движение (Землетрясение)
- Текпатль — Кремнёвый нож
- Киауитль — Дождь
- Шочитль — Цветок

### Второе кольцо
Второе кольцо состоит из квадратов с пятью точками, которые, видимо, символизируют пять дней недели. Кроме того, восемь углов делят камень на восемь частей. Считается, что это солнечные лучи, указывающие в направлении сторон света.

### Третье кольцо
На внешнем кольце камень опоясывают две огненные змеи Шиукоатль лицом друг к другу (внизу). У одной лицо наполовину чёрное, у другой красное, что символизирует дуальность — вечную смену дня и ночи. Позади змеиных голов когтистые лапы с глазами, повторяющие руки-лапы Тонатиу на центральном диске. Их тела разделены на отрезки, которые, возможно, олицетворяют 52-летний цикл.
В верхней части диска между хвостами змей находится квадрат, внутри которого вырезана дата 13 Акатль (13 Тростник). Считается, что эта дата соответствует 1479 году, когда была закончена работа над монолитом, а именно во время правления Ашаякатля, по приказу которого он и был изваян.
По самому краю камня вырезаны восемь отверстий, удаленных друг от друга на равные расстояния. Возможно, что Камень Солнца также служил в качестве солнечных часов: в отверстия могли вставляться палки, тень от которых падала на символы диска и таким образом отмечала время суток.